# مارك سيمبسون (كاتب)
مارك سيمبسون (بالإنجليزية: Mark Simpson)‏ هو كاتب وصحفي بريطاني، ولد في 1965 في يورك في المملكة المتحدة.

## وصلات خارجية
- الموقع الرسمي